# Monasteri
Monasteri (ros. Monastier) – wieś w Osetii Południowej, w regionie Cchinwali. W 2015 roku liczyła 36 mieszkańców. W przeszłości dwie odrębne wsie – Kwemo Monasteri (gruz. ქვემო მონასტერი) i Zemo Monasteri (gruz. ზემო მონასტერი).